# Glendene

Glendene est une banlieue de la ville d’Auckland, située dans l’île du Nord de la Nouvelle-Zélande.

## Toponymie
Glendene est dénommée d’après le nom d’une ferme du secteur, qui était la propriété de Percy Jones, et qui fut plus tard subdivisée en petites maisons  , .

## Gouvernance
Elle est sous la gouvernance locale du Conseil d‘Auckland.

## Population
Sa population était de 12 189 habitants lors du recensement de 2006 en Nouvelle-Zélande, en augmentation de 816 résidents par rapport à 2001.

## Activités économiques
Glendene est principalement une banlieue résidentielle et seule la portion nord-est dévolue à l’industrie légère.

## Histoire
La plupart des développements comme banlieue résidentielle sont survenus dans les années  1960 et 1970.
En avril 2014, Glendene devint une partie du nouveau Kelston electorate (en).
Le Glendene Community Hub fut ouvert en mars 2015 en réponses aux études du Conseil, qui montrait la nécessité pour la communauté de développer ce secteur.

## Éducation
- Le « Glendene Playcentre » [5]: accueille les enfants de la naissance à l’âge de 6 ans.

- Les écoles primaires locales (allant de l’année 1 à 6) sont  « Glendens school » [6] ouverte en 1965  [7] et « Tirimoana School » (ouverte en 1969) [8].

- L’école « Arohanui School » rassemble les élèves allant de l’âge de 5 à 21 ans avec des troubles de l’apprentissage [9]. Basée sur l’environnement Te Atatu South, l’école comprend des élèves, qui ont suivi les cours d’autres écoles locales telles que  « Glendene school ».

Toutes ces écoles sont mixtes.
À proximité, les écoles secondaires sont 
- Henderson High School (en),
- Kelston Boys' High School (en),
- collège de filles de Kelson (en),
- collège Liston (en) et
- St Dominic's College de Waitakere (en).